# 1987年日本

## 政府
- 天皇：裕仁
- 內閣總理大臣：中曾根康弘→竹下登

## 大事記
- 1月27日，關西國際機場動工。
- 4月1日，國有鐵道正式分割為7個各自獨立的「JR」公司。
- 5月3日，朝日新聞位於兵庫縣西宮市的阪神支局遭歹徒闖入開槍，造成一名記者身亡，另一記者重傷。此事件稱為「赤報隊事件」。
- 11月6日，中曾根康弘辭首相職位，由竹下登接任，竹下內閣成立。
- 12月18日，代表電玩公司史克威爾（現史克威爾艾尼克斯）的招牌作——Final Fantasy系列之第一作，以紅白機身分正式上市。

## 出生
- 5月22日——江口拓也，配音員。
- 6月3日——長澤雅美，演員。
- 6月19日——田村睦心，配音員。
- 10月8日——平野綾，配音員。
- 10月30日——內山夕實，配音員。

## 逝世
- 7月17日——石原裕次郎，演員、歌手。
- 8月7日——岸信介，政治人物，曾任內閣總理大臣。
- 11月19日——板垣修，外交官。